# Anjeliersstraat 82

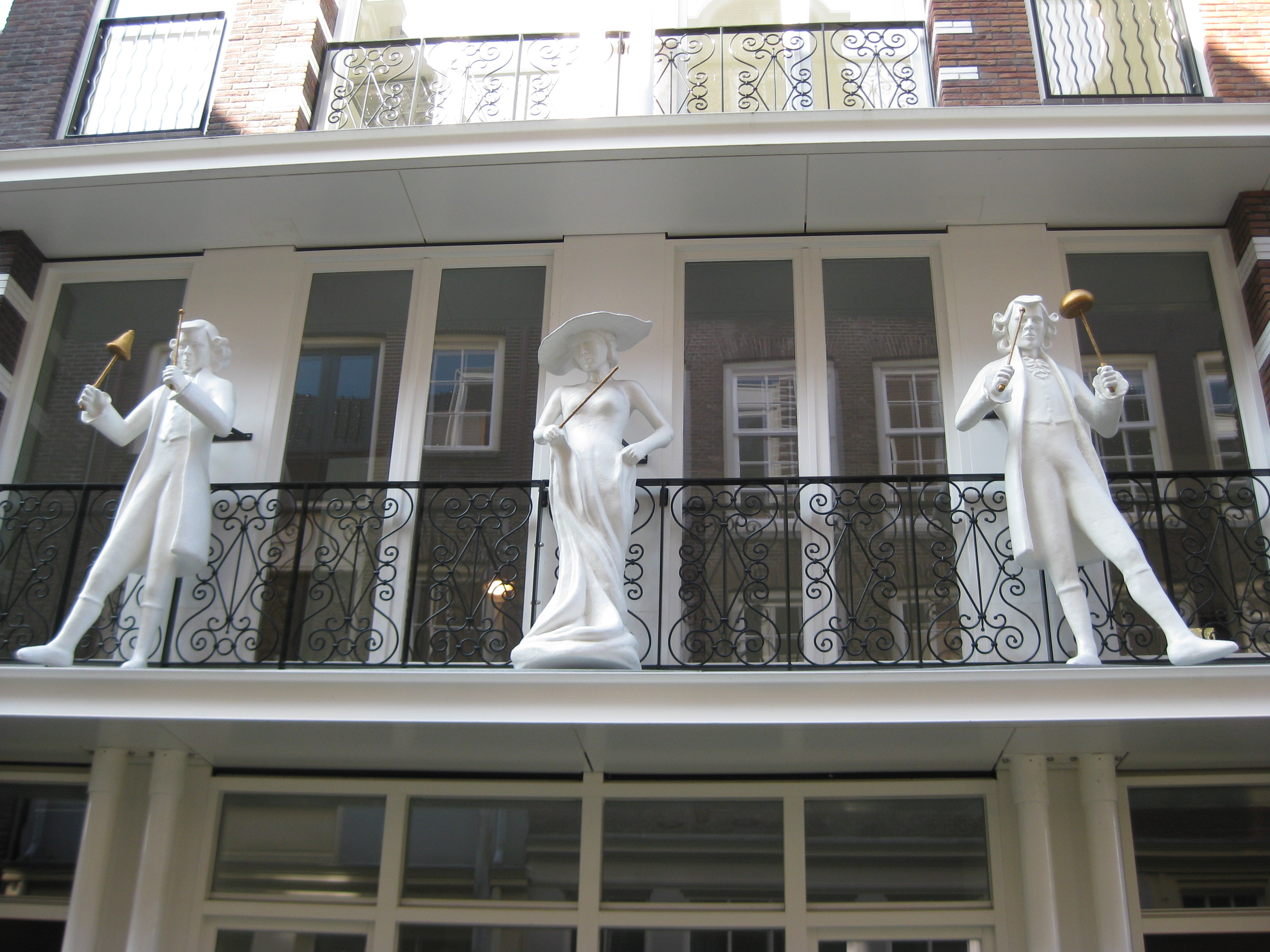
Perleebeelden (september 2011)

Anjeliersstraat 82 te Amsterdam is een bouwwerk aan de Anjeliersstraat te Amsterdam-Centrum.

## Geschiedenis
Deze straat werd aangelegd tijdens het volbouwen van de Jordaan tijdens de Uitleg van Amsterdam in de 17e eeuw (eerste helft). Straten etc. kregen vernoemingen naar bloemen; hier de anjelier. De straat kwam parallel te liggen met de Anjeliersgracht, na demping omgedoopt in de Westerstraat. Gedurende de eeuwen heen werd oorspronkelijke bebouwing vervangen door nieuwbouw of nieuwbouw op nieuwbouw. Rond 2010 was het de beurt aan Anjeliersstraat 78-82. De bebouwing aldaar bestond alleen nog uit bedrijfsmatig gebruikte onderstukken (alleen de begane grond stond er nog). Voor huisnummer 82 was in 1936 nog een verbouwing aangevraagd om de twee etages geschikt te maken voor twee gezinnen/woningen in plaats van de vier halve woningen. Draaiorgelfabriek Perlee vroeg al in 1960 de sloop van de woonetages aan in verband met matige toestand. Dit verzoek werd afgewezen; volgens Bouw en Woningtoezicht waren ze nog goed te bewonen en er heerste woningnood. Rond 1977 werden die woonetages alsnog op last van Bouw en Woningtoezicht gesloopt.
 De onderstukken waren deels in gebruik bij Perlee, gevestigd aan die Westerstraat. Nadat Perlee hier haar activiteiten beëindigde wilde Gemeente Amsterdam de gevelwand weer completeren. De onderstukken werden na al eerder gereinigd te zijn van asbest afgebroken en in 2010/2011 vervangen door nieuwbouw.

## Nieuwbouw
Vanwege de plek was de nieuwbouw aan allerlei eisen onderhevig; het valt onder beschermd stadsgezicht. Zo moest het passen in het straatbeeld, hoogte, diepte en breedte lagen vanaf begin vast etc; zogenaamde postzegelarchitectuur. Ook geledingen en bouwmaterialen moesten in het straatbeeld passen. Voorts was er nog de wens om het laatste gebruik van de gebouwtjes terug te vinden in het ontwerp. Er werden op de plek van de drie opslagloodsjes zeven woningen gebouwd. De begane grond heeft de entree en één woning; per etage zijn twee woningen ingepast. Het ontwerp kwam van Dana Ponec (Praag, 1964). Zij ontwierp een gebouw van vier etages waarin de drie percelen in het ontwerp zijn terug te vinden (lichtbruin-wit-donker); de drie hebben deels een symmetrische voorgevel. Het historisch beeld van de straat is terug te vinden in de witte sluitstenen in de denkbeeldige gevellijnen, in de Jordaan veelvuldig gebruikt. De architect noemt het Gebouw met de drie pruiken.

### Beelden
Het in wit uitgevoerde middendeel heeft een naar voren geplaatste (uitkragende) lijst. De lijst tussen de begane grond en de eerste verdieping dient als plateau waarop drie beelden zijn gemonteerd. De beelden zijn gemodelleerd naar figuren, die vroeger op draaiorgels te zien waren.    